# 克莱门斯·弗里茨
克莱门斯·弗里茨（1980年12月7日—）是一位德国足球运动员，在球場上司職中場或右後衛。現在效力於德甲球會雲達不萊梅，並且擔任球隊的隊長。

## 職業生涯

### 早年生涯
弗里茨在家鄉俱樂部紅白埃尔福特開始他的職業生涯。1999年起，他開始代表紅白埃尔福特在地區聯賽中比賽。
2001年夏天，他轉會至德乙球隊卡爾斯魯厄。在2002–03賽季開始前，德甲球隊勒沃库森簽下了弗里茨，但又將他租借回卡爾斯魯厄。

### 勒沃庫森
2003–04賽季，弗里茨正式加入勒沃庫森，並在冬歇期過後逐漸成為主力球員。2004年7月24日，他在一場季前友誼賽中腓骨骨折。經過數個月的養傷之後，他在2005年3月9日，於歐洲冠軍聯賽對陣利物浦的比賽中復出。但整個2004–05賽季，他都沒有在聯賽中出場。

### 雲達不萊梅
2006年夏天，弗里茨自由轉會雲達不萊梅，並取代了帕特里克·奥沃莫耶拉成為球隊的主力右後衛。2011–12賽季，由於球隊的隊長佩尔·默特萨克的離隊，弗里茨接任了雲達不萊梅的隊長。2012年1月28日，他在對陣老東家勒沃庫森的比賽中，完成了他個人在德甲聯賽中的第200次出場。
2016年1月14日，弗里茨宣布他將在2015–16賽季後退休。但是在同年4月28日，他與雲達不萊梅續約一年。2017年5月8日，他宣布他將在2017年夏天退役。同年5月13日，在2016–17賽季的最後一場主場比賽前，文達不來梅宣布弗里茨成為球隊的第八位榮譽隊長。

## 國家隊生涯
2006年10月7日，弗里茨在德國國家隊主場對陣喬治亞的比賽中，首次代表成年國家隊出賽。2007年6月2日，他在2008年歐國盃外圍賽對陣聖馬利諾的比賽中，打進了他代表德國隊的首個進球。
弗里茨代表德國隊參加了2008年歐洲足球錦標賽，並在德國隊的全部六場比賽中，出賽了四場。

### 國家隊進球
德国队的比分及结果列前。
| 入球 | 日期           | 场地                       | 对手     | 比分 | 结果 | 赛事               |
| ---- | -------------- | -------------------------- | -------- | ---- | ---- | ------------------ |
| 1.   | 2007年6月2日   | 德國紐倫堡，法蘭克人體育場 | 圣马力诺 | 6–0  | 6–0  | 2008年歐國盃外圍賽 |
| 2.   | 2007年11月17日 | 德國漢諾威，AWD競技場      | 賽普勒斯 | 1–0  | 4–0  | 2008年歐國盃外圍賽 |

## 榮譽
雲達不萊梅
- 德國足球協會聯賽盃冠軍：2006
- 德國足協盃冠軍：2008–09